# COLT Studio集團
COLT Studio集團（英語：COLT Studio Group）是美國的一家男同性戀色情片公司。COLT Studio自1967年開始拍攝製作男同性戀色情片。公司創立於美國紐約，在創業25年之際搬遷至洛杉磯，現在則位於舊金山。COLT Studio集團擁有眾多下屬子公司。現在其出品的男同性戀色情片主要在網絡發布。

## 外部連結
- 官方网站